# Валда Лейк
Валда Лейк (англ. Valda Lake; нар. 11 жовтня 1968) — колишня британська тенісистка.
Найвищу одиночну позицію світового рейтингу — 172 місце досягла 11 квітня 1988, парну — 56 місце — 20 червня 1994 року.
Здобула 8 парних титулів.
Найвищим досягненням на турнірах Великого шолома було 3 коло в парному розряді.
Завершила кар'єру 1997 року.

## Фінали Туру WTA та ITF

### Одиночний розряд: 2 (1–1)
| Легенда                       |
| Турніри Великого шолома (0–0) |
| Турніри Туру WTA (0–0)        |
| WTA Tier I (0–0)              |
| WTA Tier II—IV (0–0)          |
| Тур ITF (0–1)                 |

| Фінали за покриттям |
| Тверде (0–1)        |
| Ґрунт (0–0)         |
| Трава (0–0)         |
| Килим (0–0)         |

| Результат | Дата           | Турнір                              | Покриття | Суперниця       | Рахунок       |
| --------- | -------------- | ----------------------------------- | -------- | --------------- | ------------- |
| Поразка   | 10 травня 1993 | $10,000 Basingston, Велика Британія | Тверде   | Маріанне Валлін | 2–6, 6–7(6–8) |

### Парний розряд: 18 (8–10)
| Легенда                       |
| Турніри Великого шолома (0–0) |
| Турніри Туру WTA (0–0)        |
| WTA Tier I (0–0)              |
| WTA Tier II—IV (0–1)          |
| Тур ITF (8–9)                 |

| Фінали за покриттям |
| Тверде (3–8)        |
| Ґрунт (2–1)         |
| Трава (0–0)         |
| Килим (3–1)         |

| Результат | Дата              | Турнір                                | Покриття   | Партнерка               | Суперниці                           | Рахунок       |
| --------- | ----------------- | ------------------------------------- | ---------- | ----------------------- | ----------------------------------- | ------------- |
| Поразка   | 21 липня 1986     | $5,000 Амерсфорт, Нідерланди          | Ґрунт      | Кає Генд                | Інгелісе Дрігейс Сімоне Шилдер      | 1–6, 6–4, 0–6 |
| Перемога  | 17 листопада 1986 | $10,000 Кройдон, Велика Британія      | Килим (i)  | Клер Вуд                | Діґна Кетелар Сімоне Шилдер         | 7–6, 2–6, 7–5 |
| Поразка   | 1 грудня 1986     | $10,000 Ферінігінг, ПАР               | Тверде     | Кейті Рікетт            | Мері Дейлі Корнелія Лехнер          | 4–6, 1–6      |
| Поразка   | 8 грудня 1986     | $10,000 Йоганесбурґ, ПАР              | Тверде     | Кейті Рікетт            | Лінда Барнард Маріан де Свардт      | 4–6, 6–7      |
| Поразка   | 15 грудня 1986    | $25,000 Йоганесбурґ, ПАР              | Тверде     | Кейті Рікетт            | Елна Рейнах Моніка Райнах           | 4–6, 2–6      |
| Поразка   | 20 квітня 1987    | $10,000 Queens, Велика Британія       | Тверде     | Ілсе де Рюйсхер         | Джо Луїс Фредерік Мартен            | 1–6, 7–5, 4–6 |
| Перемога  | 11 травня 1987    | $10,000 Лі-он-Солент, Велика Британія | Ґрунт      | Андреа Тьєцці           | Ілана Бергер Тітія Вілмінк          | 6–3, 6–2      |
| Поразка   | 3 жовтня 1988     | $25,000 Істборн, Велика Британія      | Тверде (i) | Анн Сімпкін             | Карін Баккум Сімоне Шилдер          | 4–6, 4–6      |
| Перемога  | 18 вересня 1989   | $10,000 Бангкок, Таїланд              | Тверде     | Клодін Толеафоа         | Паулетте Морено Карін Пташек        | 7–6, 1–6, 7–5 |
| Перемога  | 18 лютого 1991    | $10,000 Кройдон, Велика Британія      | Килим (i)  | Сара Гомер              | Клер Вегінк Дорієн Вамелінк         | 6–3, 2–6, 7–5 |
| Поразка   | 25 лютого 1991    | $10,000 Норвіч, Велика Британія       | Килим (i)  | Анн Сімпкін             | Анке Мархль Дорієн Вамелінк         | 4–6, 6–2, 1–6 |
| Поразка   | 29 квітня 1991    | $10,000 Бейзінґстоук, Велика Британія | Тверде     | Вірджинія Гамфріс-Девіс | Керолайн Біллінгем Леслі О'Галлоран | 5–7, 6–3, 4–6 |
| Перемога  | 16 вересня 1991   | $25,000 Софія, Болгарія               | Ґрунт      | Майке Бабель            | Івана Гаврлікова Катержина Шишкова  | 7–5, 6–0      |
| Поразка   | 26 квітня 1993    | $10,000 Лі-он-Солент, Велика Британія | Тверде     | Колетт Голл             | Паула Іверсен Мішел Мейр            | 2–6, 4–6      |
| Перемога  | 10 травня 1993    | $10,000 Basingston, Велика Британія   | Тверде     | Робін Модслі            | Сабіне Гас Лізель Губер             | 3–6, 6–4, 6–1 |
| Поразка   | 14 лютого 1994    | $100,000 China Open, КНР              | Тверде (i) | Керрі-Енн Г'юз          | Чень Лі-Лін Лі Фан                  | 0–6, 2–6      |
| Перемога  | 26 лютого 1996    | $50,000 Саутгемптон, Велика Британія  | Килим (i)  | Клер Вуд                | Лаура Голарса Тіна Кріжан           | 6–4, 4–6, 6–3 |
| Перемога  | 4 березня 1996    | $25,000 Рокфорд, США                  | Тверде     | Еллі Гакамі             | Анна Курникова Людмила Вармужова    | 6–2, 6–3      |